# Gideon Yego
Gideon Kipkemei Yego (28 augustus 1965) is een voormalige Keniaanse atleet, die was gespecialiseerd in het hordelopen. Hij werd meervoudig Keniaans kampioen en nam tweemaal deel aan de Olympische Spelen op deze discipline.
Yego won een zilveren medaille bij de Afrikaanse Spelen 1987 en de Afrikaanse kampioenschappen (1990) op de 110 m horden en op de Gemenebestspelen (1990) en de Afrikaanse Spelen 1991 op de 400 m horden. Hij nam deel aan de Olympische Spelen (1988 en 1992) en het WK 1991, maar plaatste zich niet voor de finale.

## Titels
- Keniaans kampioen 100 m horden - 1987, 1988, 1990, 1992, 1995
- Keniaans kampioen 400 m horden - 1991

## Persoonlijk record
| Onderdeel    | Prestatie | Datum            | Plaats |
| ------------ | --------- | ---------------- | ------ |
| 400 m horden | 49,59 s   | 25 augustus 1991 | Tokio  |

## Palmares

### 110 m horden
- 1987:  Afrikaanse Spelen - 14,24 s
- 1990:  Afrikaanse kampioenschappen - 14,39 s

### 400 m horden
- 1990:  Gemenebestspelen - 49,25 s
- 1991:  Afrikaanse Spelen - 49,09 s